# Kétujjú lajhár
A kétujjú lajhár vagy unau (Choloepus didactylus) az emlősök (Mammalia) osztályának vendégízületesek (Xenarthra) öregrendjébe és a szőrös vendégízületesek (Pilosa) rendjébe, ezen belül a lajhárok (Folivora) alrendjébe és a kétujjú lajhárfélék (Megalonychidae) családjába tartozó faj.

## Előfordulása
A kétujjú lajhár előfordul Kolumbia, Venezuela, Guyana, Suriname, Francia Guyana területén, Brazília északi részén és Észak-Peruban. Csak az erdők pusztítása veszélyezteti.

## Megjelenése
A kétujjú lajhár hossza 60-85 centiméter, testtömege 4-10 kilogramm. A rövid, finom alsó szőrzetet hosszabb, sűrű, durva szőrű prém fedi. A bundában, a szőrszálak között két algafaj él, amelyek a bundának zöldes árnyalatot, a ezzel a lomberdőben kitűnő álcaszínt adnak. Szárazabb időben az algák besárgulnak; ha nedvesebb az időjárás, akkor kékeszöldre váltanak, úgyhogy a lajhár még a különböző évszakokban jellemző levélszínekhez is tudja igazítani álcáját. A nagyon sajátos karok és lábak jó tartást biztosítanak a lajhárnak az ágakon, melyeken élete nagy részében lóg. A karokon két, a tövüknél bőrrel benőtt karom van, a lábakon három.

## Életmódja
A kétujjú lajhár általában magányos, de azért néha két állatot is lehet látni egy fán. Tápláléka levelek, gyümölcsök és gumók. Az állat körülbelül 40 évig él.

## Szaporodása
A hím 4-5, a nőstény 3 évesen éri el az ivarérettséget. A párzási időszak egész évben tart. A vemhesség 7-10 hónapig tart, ennek végén egy utód születik. A kölyök 6-9 hónapig kapaszkodik az anyja szőrzetébe.

## Egyéb
Az összes lajhár közül leginkább ezzel a fajjal lehet találkozni állatkertekben. Mivel sokféle gyümölcsöt és zöldséget hajlandó elfogyasztani, tartása viszonylag könnyű.
Magyarországon több állatkertben is lehet kétujjú lajhárokat látni: a Fővárosi Állat- és Növénykertben, a Győri Állatkertben, a Debreceni Állatkertben, a Szegedi Vadasparkban, a Veszprémi Állatkertben és a Jászberényi Állatkertben.

## Képek

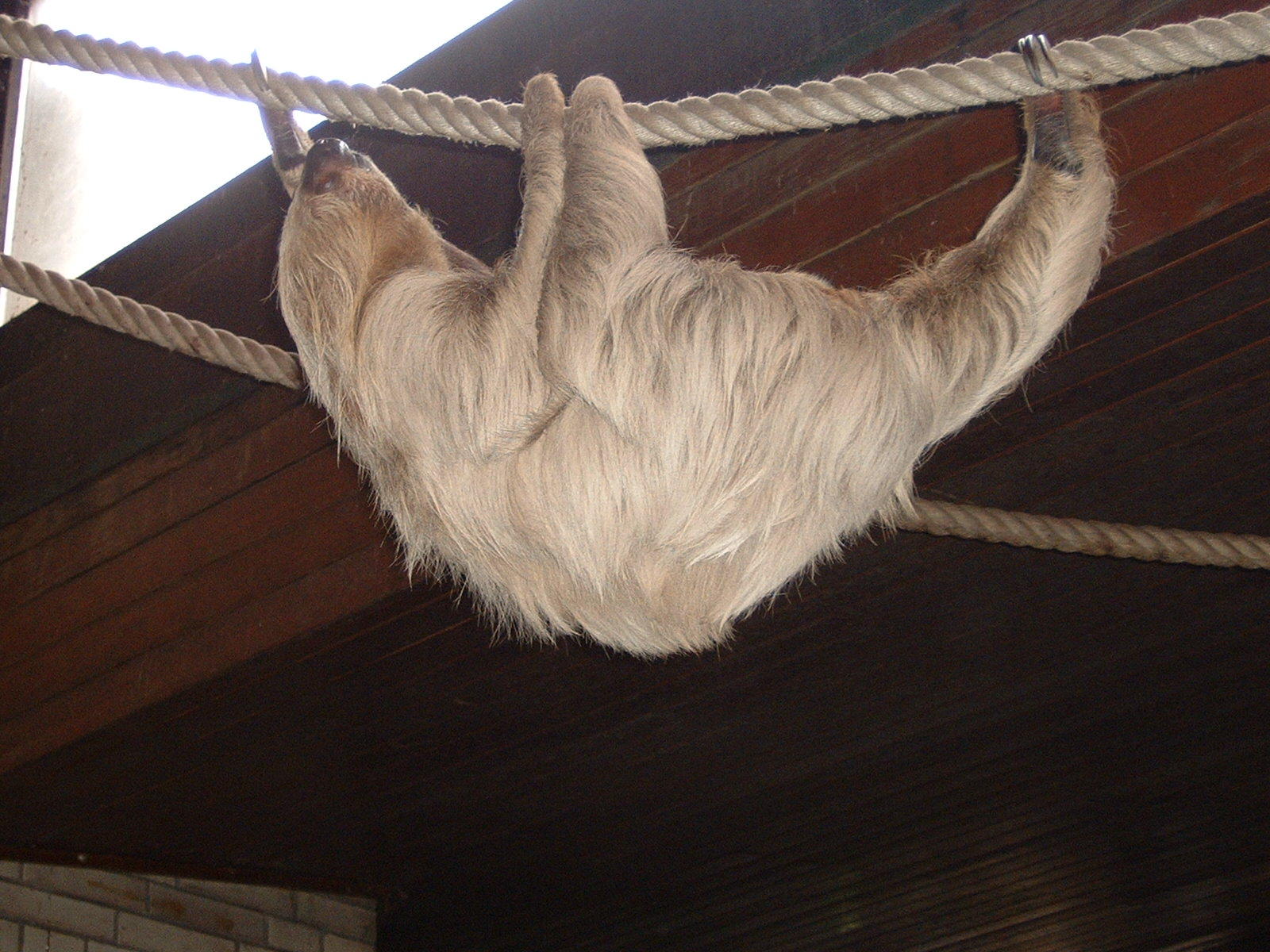
Kúszás közben
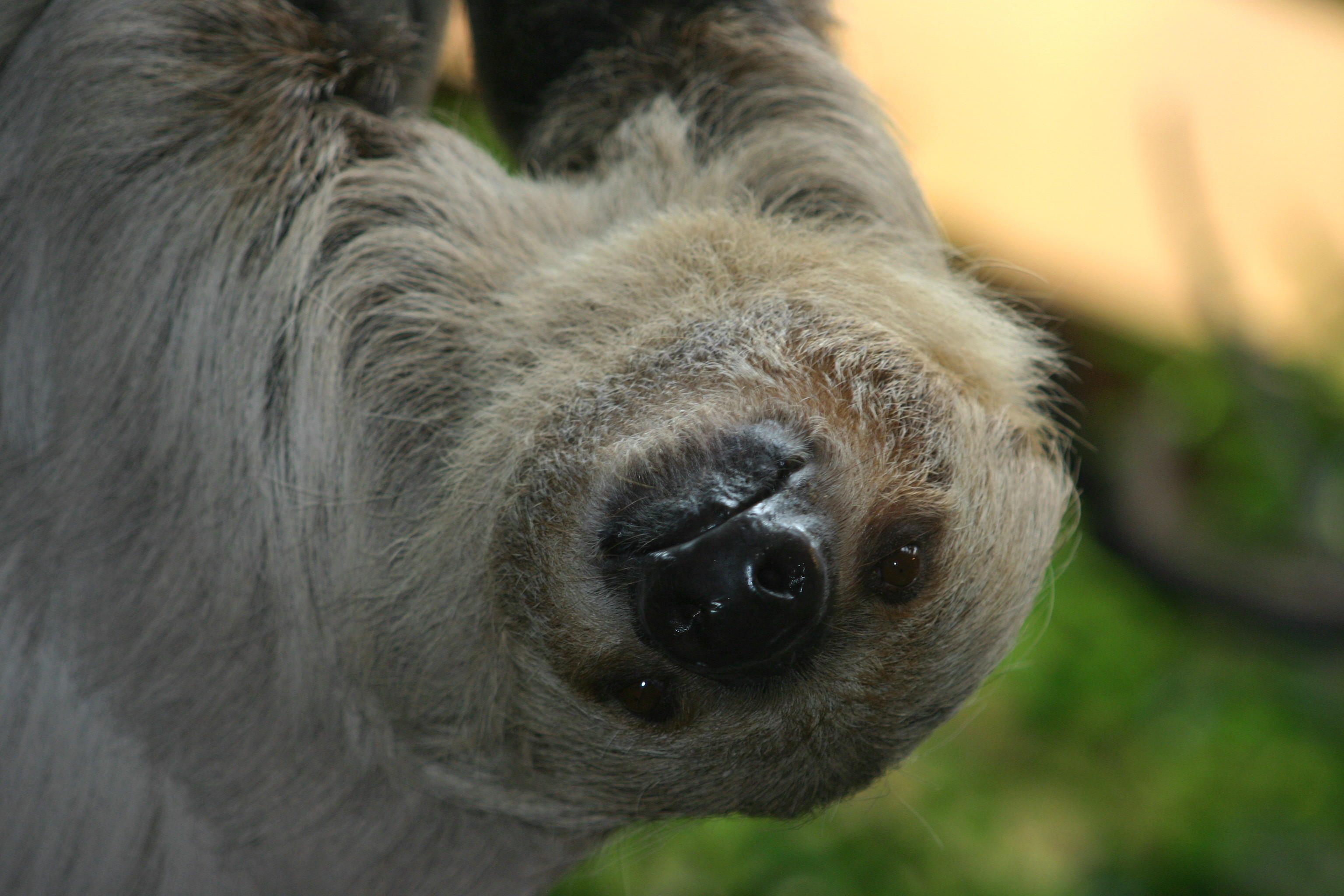
Portré
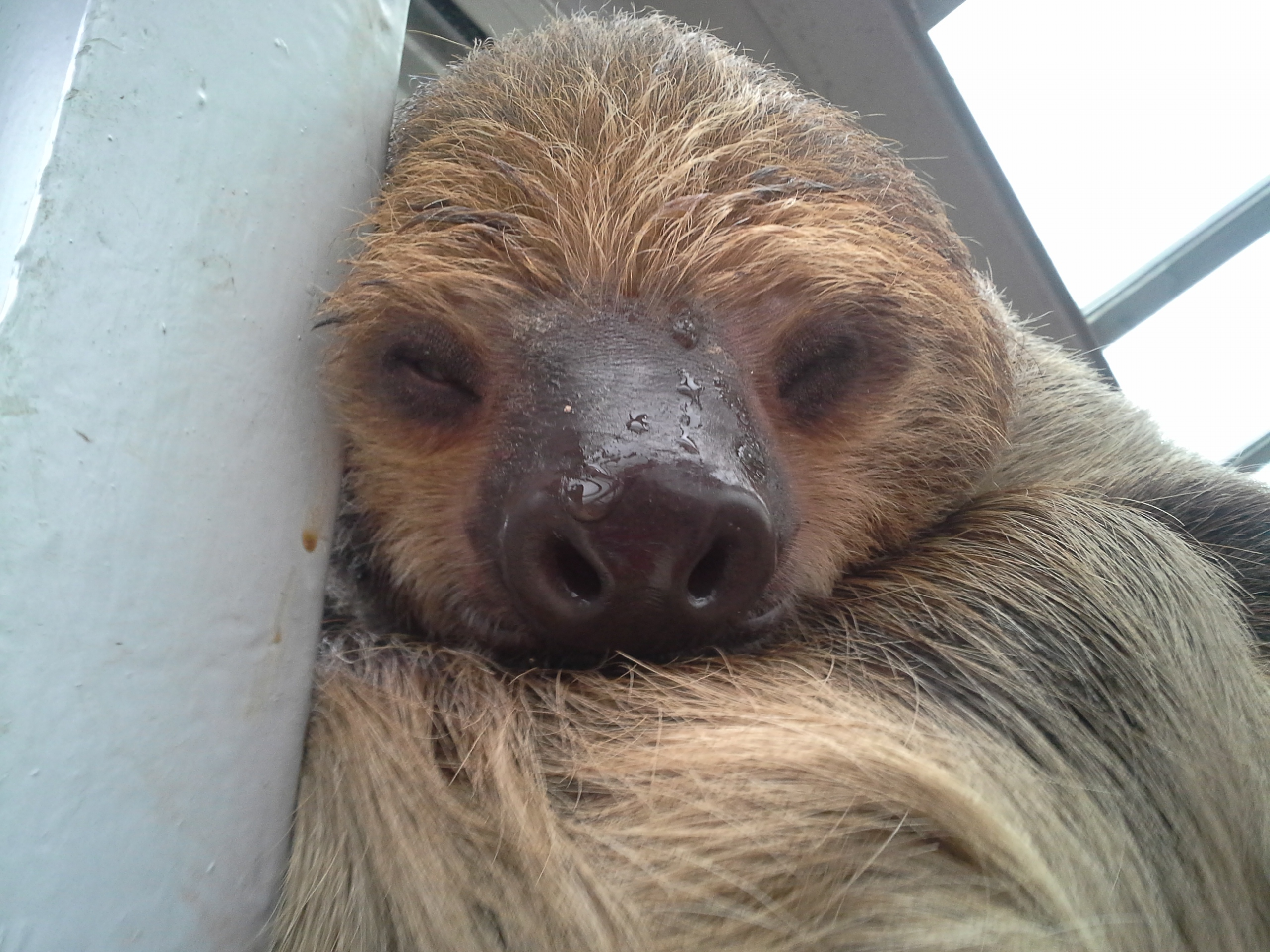
Kétujjú lajhár a Budapesti Állatkertben